# Flintholm (Slien)
 For alternative betydninger, se Flintholm (flertydig). (Se også artikler, som begynder med Flintholm)
Flintholm er en holm i Slien. Øen er beliggende cirka 450 meter vest for Masholm ved udmundingen af Vormshoved Nor (på tysk Wormshöfter Noor) i Slien. Afstanden til fjordens bred ved Rabøl er 190 meter. Arealet er på omkring 76 m². Øen er vegetationsløs og kan betegnes som sandbanke.

## Eksterne links
- Sliens øverden Arkiveret 4. marts 2016 hos  Wayback Machine (tysk)

54°40′56″N 9°58′54″Ø / 54.68222°N 9.98167°Ø